# Lina statyczna

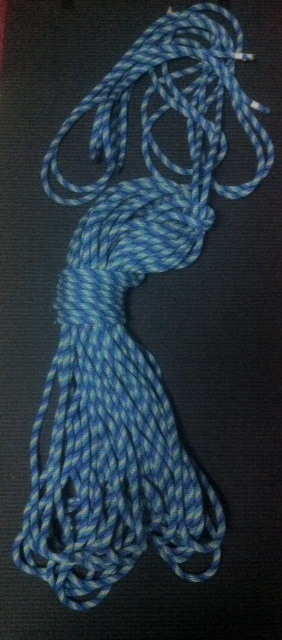
Lina statyczna

Lina statyczna – lina charakteryzująca się niewielkimi właściwościami dynamicznymi (wydłużenie rzędu 2–5%), przez co ma zastosowanie tam, gdzie wydłużanie się pod wpływem obciążenia jest niepożądane.
Używana jest głównie w speleologii oraz w pracach na wysokości. W górach wysokich wykorzystywana jest do poręczowania.

## Budowa
Współczesne liny statyczne produkowane są z włókien poliamidowych. Składają się z rdzenia i oplotu. Najczęściej mają średnicę od 10 do 12 mm.

### Parametry charakteryzujące liny statyczne
- Średnica w milimetrach
- Waga w gramach na metr
- Wytrzymałość na rozciąganie w niutonach
- Minimalna wytrzymałość na rozciąganie na węzłach w niutonach
- Masa zewnętrznego oplotu w procentach
- Posuw oplotu w milimetrach
- Wydłużenie w procentach
- Skurczenie w procentach